# Ортшафты Австрии

## Ортшафты в Австрии
В Австрии Ортшафт (нем. Ortschaft) — это особое статистическое, почтовое, кадастровое либо административное подразделение ниже общинного (муниципального) уровня. Применяется для дополнительного дробления политических сообществ, включая приходы, на более мелкие подразделения (городские районы и кварталы, сёла, деревни, хутора, части сельских и городских населённых пунктов) в статистических (используется как локальная единица расселения в официальной статистике Австрийским статистическим управлением) и иных целях (как почтовый адрес, для пространственного планирования, земельного кадастра и т. п.). Решение о создании, ликвидации или об изменении таких подразделений принимается на провинциальном (земельном) либо муниципальном уровне. Таким подразделениям на законодательном уровне присваиваются наименования и цифровые коды: для почтовых отделений — почтовые индексы (нем. Postleitzahlen), для локальных административных подразделений — идентификационные коды Ортшафтскеннциффер (нем. Ортшафт), для кадастровых общин — кадастровый номер (нем. Katastralgemeindenummer [KGNR]), для статистических общин — официальные статистические коды Цельшпренгель (нем. Zählsprengel [ZSP]) и (или) Цельбецирк (нем. Zählbezirke [ZB]).

## Ортшафтскеннциффер
Ортшафтскеннциффер — это идентификационные коды населённых пунктов и поселений в Австрии. Статистическим управлением Австрии для целей административно-территориальной унификации всем более или менее значимым населённым пунктам (городам, сёлам, посёлкам и т. п.) были присвоены пятизначные идентификационные коды Ортшафтскеннциффер, начиная с номера 00001, присвоенного городу Айзенштадт. На 11 января 2016 года в Австрии насчитывалось 2100 политических общин, которые были разделены на 17 256 ортшафтов.

## Политико-административное деление Австрии по федеральным землям[2]
| Код | Федеральная земля | Штатутарштадты | Политические округа | Общины | Ортшафты   | Ортшафты   | Ортшафты                     | Ортшафты                                  |
| Код | Федеральная земля | Штатутарштадты | Политические округа | Общины | Количество | Количество | Население, чел. (01.01.2015) | Население, чел. (01.01.2015)              |
| Код | Федеральная земля | Штатутарштадты | Политические округа | Общины | 01.05.2015 | 11.01.2016 | Всего                        | Средняя численность ортшафта (01.05.2015) |
| --- | ----------------- | -------------- | ------------------- | ------ | ---------- | ---------- | ---------------------------- | ----------------------------------------- |
| 1   | Бургенланд        | 2              | 7                   | 171    | 328        | 328        | 288356                       | 879                                       |
| 9   | Вена              | 1              | —                   | 1      | 23         | 23         | 1797337                      | 78145                                     |
| 4   | Верхняя Австрия   | 3              | 15                  | 442    | 6614       | 6615       | 1437251                      | 217                                       |
| 5   | Зальцбург         | 1              | 5                   | 119    | 724        | 723        | 538575                       | 744                                       |
| 2   | Каринтия          | 2              | 8                   | 132    | 2825       | 2828       | 557641                       | 197                                       |
| 3   | Нижняя Австрия    | 4              | 21                  | 573    | 3877       | 3878       | 1636778                      | 422                                       |
| 7   | Тироль            | 1              | 8                   | 279    | 635        | 635        | 728826                       | 1148                                      |
| 8   | Форарльберг       | —              | 4                   | 96     | 157        | 157        | 378592                       | 2411                                      |
| 6   | Штирия            | 1              | 12                  | 287    | 2065       | 2069       | 1221570                      | 592                                       |
| 0   | Австрия           | 15             | 80                  | 2100   | 17248      | 17256      | 8584926                      | 394/498                                   |

## Населённые пункты и поселения
В Австрии на 1 мая 2015 года насчитывалось 17 248 ортшафтов, в том числе с городским статусом — 201 ортшафт, а на 11 января 2016 года — 17 256.